# Microsorum rampans
Microsorum rampans är en stensöteväxtart som först beskrevs av Bak., och fick sitt nu gällande namn av Barbara S. Parris. Microsorum rampans ingår i släktet Microsorum och familjen Polypodiaceae. Inga underarter finns listade.